# Criatividade
Existem várias definições diferentes para criatividade.  Para Ghiselin (1952), "é o processo de mudança, de desenvolvimento, de evolução na organização da vida subjetiva". Segundo Flieger (1978), é quando "manipulamos símbolos ou objetos externos para produzir um evento incomum para nós ou para nosso meio". Outras definições:
- "a expressão 'pensamento criativo' tem duas características fundamentais, a saber: é autônoma e é dirigida para a produção de uma nova forma";[1]
- "criatividade é o processo que resulta em um produto novo, que é aceito como útil, e/ou satisfatório por um número significativo de pessoas em algum ponto no tempo";[2]
- "criatividade representa a emergência de algo único e original";[3]
- "criatividade é o processo de tornar-se sensível a problemas, deficiências, lacunas no conhecimento, desarmonia; identificar a dificuldade, buscar soluções, formulando hipóteses a respeito das deficiências; testar e retestar estas hipóteses; e, finalmente, comunicar os resultados";[4]
- "um produto ou resposta serão julgados como criativos na extensão em que a) são novos e apropriados, úteis ou de valor para uma tarefa e b) a tarefa é heurística e não algorística".[5]

A criatividade é considerada uma capacidade humana de valor universal. Tudo indica que, nesta competência, reside a "memória RAM biológica" para o impulso da evolução humana. A memória RAM, segundo Cury (2009), é o fenômeno dos registros da memória. O que melhor descreve a criatividade é o que Sanchez (2003) referiu em seus apontamentos: a criatividade é uma sublime dimensão da condição humana. É, entretanto, na capacidade criativa que existe a chave da capacidade de evolução da humanidade. O mérito da expressão criativa é fruto da "complexidade", ou seja, é fruto do contexto social no seu desenvolvimento natural e humano. É muito interessante contemplar os efeitos provenientes deste constructo a considerar a capacidade de um indivíduo criativo construir e reconstruir, transformando a nossa realidade. É consensual e gratificante perceber que todos temos a capacidade criativa, e que ela deve ser melhor desenvolvida.
Há quem defenda que a criatividade produz-se por meio da interação entre os pensamentos de uma pessoa e um contexto sociocultural, há casos em que ela pode exteriorizar-se naturalmente da própria personalidade humana, por se tratar de uma função da mente humana, por vezes também precisa ser activada por meio dos estímulos externos e internos. A criatividade representa-se de múltiplas maneiras. Segundo Gardner (1999), cada indivíduo também apresenta o seu perfil criativo distinto, daí a dificuldade de definição do termo. O ano 1950 foi um marco histórico na reabertura do estudo da criatividade.
Até o exato momento, não há um conceito único que a descreva, ou seja, não há uma definição exclusiva para o termo criatividade, porém fundamentais estudiosos contribuem para este conceito numa versão diferenciada que a justifica, e vão denominando esta temática na sua "complexidade" como um termo multidimensional. Eles seguem comunicando os seus resultados, ora como novas invenções, como a capacidade de análise e síntese, ora como um produto novo, ou como a resolução de problemas, ora como uma ideia nova, ou de uma teoria. Enfim, os componentes criativos se apresentam de formas sempre variadas e em multiplicidade. Dinamicamente, a variedade ou a "complexidade" condiciona o indivíduo a ver o diferente, daí se fica a um passo para criar a originalidade. O fenômeno criatividade se manifesta em todos os setores da vida, seja social, político, estético, científico. É por isto que todas as ciências apresentam uma versão diferenciada no seu conceito, condizentes com as suas próprias ideologias, agregando-lhe a utilidade e individualidade de cada uma.
Todo ser humano possui criatividade em diferentes habilidades. Acredita-se que a habilidade criativa das pessoas esteja de certa forma ligadas a seus talentos.

## Tipos
Pode-se classificá-la segundo o lugar de origem e a forma como se manifesta.
Um exemplo de classificação por lugar de origem é a seguinte:
- Criatividade individual: é a forma criativa expressa por um indivíduo;
- Criatividade coletiva ou de grupo ou criatividade em equipe: forma criativa expressa por uma organização, equipe ou grupo. Surge geralmente da interação de um grupo com o seu exterior ou de interações dentro do próprio grupo e tem como objetivo principal otimizar ou criar produtos, serviços e processos. Na organização moderna, a "criatividade em equipe" é o caminho mais curto e mais rápido para modernização e atualização de seus diversos métodos de gestão e de produção.

## História

### Antiguidade
Na antiguidade, sob o ponto de vista da filosofia, a criatividade era vista como parte da natureza humana, um dom divino, um "estado místico de receptividade a algum tipo de mensagem proveniente de entidades divinas". Havia também a concepção que associava a criatividade à loucura, considerando as manifestações criativas como um ato impensado, que serviria de compensação aos desajustes e conflitos inconscientes da pessoa. A maior parte das culturas antigas, incluindo pensadores da Grécia Antiga, da Índia Antiga e da China Antiga, não possuía um conceito de criatividade, e via a arte como uma forma de descoberta, e não de criação. Os antigos gregos não possuíam um termo para "criar" ou "criador", exceto o termo poiein (fazer), que somente se aplicava a poiesis (poesia) e poietes (poeta). Platão não via a arte como uma forma de criação. Perguntado, em A República, se um pintor cria algo, Platão respondeu: "certamente não, pois ele só imita".
Constantemente, argumenta-se que a noção de criatividade surgiu na cultura ocidental através do cristianismo e de sua noção de revelação divina. De acordo com o historiador Daniel Boorstin, "o primeiro conceito ocidental de criatividade foi a história da criação no Gênesis". Entretanto, isso não é criatividade no seu sentido moderno, que só surgiu no renascimento. Na tradição judaico-cristã, a criatividade é privilégio de Deus; não se considera que os seres humanos possuam habilidade de criar algo novo, exceto como uma expressão da obra divina. Um conceito similar ao cristão existia na cultura grega: por exemplo, as musas eram vistas como mediadoras da inspiração divina. Romanos e gregos possuíam o conceito de um daemon ou gênio ligado ao divino e que inspirava a criatividade dos seres humanos. Entretanto, nenhum desses conceitos é similar ao conceito moderno de criatividade, e o indivíduo não era visto como a causa da criação até o renascimento. Foi a partir do renascimento que a criatividade passou a ser vista não como proveniente do divino, mas como uma habilidade dos "grandes homens".

### Renascimento e Iluminismo
A rejeição da criatividade em favor da descoberta e a crença de que a criação individual era proveniente do divino dominou o ocidente até o renascimento e mesmo após. O desenvolvimento do moderno conceito de criatividade começou no renascimento, quando a criação começou a ser percebida como estando ligada às habilidades do indivíduo, e não a Deus. Isto pode ser atribuído ao movimento cultural predominante na época, o humanismo, que desenvolveu uma visão de mundo fortemente centrada no indivíduo, e valorizou o intelecto e a realização individual. Desta filosofia, nasceu o homem renascentista, um indivíduo que corporifica os ideais renascentistas na sua eterna busca por conhecimento e criatividade. Um de seus mais conhecidos exemplos foi Leonardo da Vinci.
Entretanto, essa mudança foi gradual e só se tornou patente a partir do iluminismo. Por volta do século XVIII, a palavra "criatividade" (principalmente no campo da estética), ligada ao conceito de imaginação, se tornou mais frequente. Nos escritos de Thomas Hobbes, a imaginação se tornou um elemento chave da cognição humana; William Duff foi um dos primeiros a identificar a imaginação como uma qualidade do gênio, tipificando a separação entre talento (produtivo, porém não gerando conhecimento novo) e gênio.
Como um tópico independente de estudo, a criatividade não recebeu atenção efetiva até o século XIX. Runco e Albert argumentam que a criatividade, como objeto próprio de estudo, somente começou a emergir seriamente no final do século XIX, com um aumento de interesse pelas diferenças individuais devido à chegada do darwinismo. Em particular, eles se referem ao trabalho de Francis Galton, que, através de sua visão eugênica, desenvolveu um grande interesse pela herdabilidade da inteligência, com a criatividade sendo encarada como um aspecto do gênio.
No final do século XIX e início do século XX, matemáticos e cientistas pioneiros como Hermann von Helmholtz (1896) e Henri Poincaré (1908) começaram a refletir e discutir publicamente sobre seus processos criativos.

### Atualidade
As descobertas de Poincaré e von Helmholtz se basearam nos registros iniciais do processo criativo de teóricos pioneiros como Graham Wallas e Max Wertheimer. Em seu trabalho "Arte do pensamento" (1926), Wallas apresentou um dos primeiros modelos do processo criativo. Ele se divide em cinco etapas:
1. preparação (foca o indivíduo no problema e explora as dimensões deste);
2. incubação (o problema é internalizado no inconsciente: externamente, nada parece estar acontecendo);
3. indicação (o indivíduo sente que a solução está chegando);
4. iluminação (a ideia criativa sai da pré-consciência e chega à consciência);
5. verificação (a ideia é verificada conscientemente, elaborada e então aplicada).

Às vezes, o modelo de Wallas é dividido em quatro etapas, com a indicação sendo considerada como um subestágio. Wallas considerava que a criatividade é um legado da evolução, permitindo que os seres humanos se adaptem rapidamente a mudanças ambientais. Simonton forneceu uma visão atualizada desse modelo em seu livro "Origens do gênio: perspectivas darwinianas sobre a criatividade".
Em 1927, Alfred North Whitehead deu as "palestras Gifford" na Universidade de Edimburgo, posteriormente publicadas como "Processo e realidade". Acredita-se que Whitehead tenha criado o termo "criatividade".
Embora estudos psicométricos de criatividade tenham sido conduzidos pela Escola de Londres de Psicologia em 1927, considera-se que a medida psicométrica formal de criatividade, do ponto de vista da literatura psicológica ortodoxa, começou com o trabalho de J. P. Guilford apresentado à Associação Americana de Psicologia em 1950. O trabalho ajudou a popularizar o estudo de criatividade e focou a atenção em conceptualizações científicas da criatividade. Análises estatísticas levaram ao reconhecimento da criatividade (tal como medida) como um aspecto separado da cognição humana. O trabalho de Guilford mostrou que, acima de um determinado nível de quociente de inteligência, diminuía a relação entre criatividade e a inteligência medida classicamente.

## Potencial criativo
Acredita-se que o potencial criativo humano tenha início na infância. Quando as crianças têm suas iniciativas criativas elogiadas e incentivadas pelos pais, tendem a ser adultos ousados, propensos a agir de forma inovadora. O inverso também parece ser verdadeiro. No entanto, um estudo de 2019 sugere que existem dois ciclos de vida diferentes de criatividade:
- Um que atinge algumas pessoas no início de sua carreira;
- Mas, mais frequentemente, isso acontece mais tarde na vida.

Quando as pessoas sabem que suas ações serão valorizadas, tendem a criar mais. O medo do novo, o apego aos paradigmas são formas de consolidar o status quo. Quando sentem que não estão sob ameaça (de perder o emprego ou de cair no ridículo, por exemplo), as pessoas perdem o medo de inovar e revelam suas habilidades criativas.
Algumas pessoas acreditam que ver a criatividade como habilidade passível de desenvolvimento é um grande passo para o desenvolvimento humano, enquanto outras têm a visão de que a criatividade é uma habilidade inata, ligada a fatores genético/hereditários e, portanto, determinista.
Certas pessoas também admitem que a criatividade não tem necessariamente ligação com o quociente de inteligência (QI), que ela tem mais afinidade com motivação do que com inteligência. Outras pessoas, por outro lado, confirmam uma forte correlação entre QI e potencial criativo, especialmente para QIs abaixo de 120 e com uma correlação positiva leve acima de QI 120.

## Processo criativo
Durante o processo criativo, frequentemente distinguem-se os seguintes estágios:
- Percepção do problema. É o primeiro passo no processo criativo e envolve o "sentir" do problema ou desafio;
- Teorização do problema. Depois da observação do problema, o próximo passo é convertê-lo em um modelo teórico ou mental;
- Considerar/ver a solução. Este passo caracteriza-se geralmente pelo súbito insight da solução; é o impacto do tipo "eureka!". Muitos destes momentos surgem após o estudo exaustivo do problema;
- Produzir a solução. A última fase é converter a ideia mental em ideia prática. É considerada a parte mais difícil, no estilo "1% de inspiração e 99% de transpiração";
- Produzir a solução em equipe. Fase comum que ocorre nas empresas e organizações quando precisam, tanto diagnosticar ou superar um problema quanto otimizar ou inovar produtos, serviços e processos. Ancoram-se, para tal dinâmica, no conhecido sistema do brainstorming.

## Importância da criatividade nas organizações de Ensino
Criar só é possível quando o cérebro detém uma grandiosa e alargada variedade de conhecimentos e informações, fazendo com que as associações de ideias ocorram de uma forma mais fluida e direcionada. Essas associações permitirão alcançar as ideias e conceitos novos de uma forma única e original. Porém, para que o processo criativo nas organizações, nomeadamente nas Instituições de Ensino Superior, seja eficaz e eficiente, torna-se necessária e decisiva a aceitação por parte delas, das suas ideias e da liberdade de expressão no meio em que se executam.
O processo criativo refere-se a algo atendido por outras pessoas e que se harmonize com as expectativas e valores de um determinado grupo de indivíduos. Somente desta forma será visto como algo importante e decisivo num mercado produtivo e evolutivo que possa vender a ideia ou mesmo solucionar situações complicadas e/ou expandir novos produtos ou serviços. Cada vez mais, o setor do ensino está mais criativo e inovador no que diz respeito à diversidade de cursos, cada vez mais adaptados ao mercado de trabalho.
O setor do Ensino Superior não foge à regra no que respeita a criatividade, pelo fato de, devido ao constante desenvolvimento do mercado, ser imperativo uma adaptação a mais expansiva possível, atendendo às constantes mutações existentes.

## Forma de expressão
- Arte e cultura. O mundo da arte e da cultura é predominantemente um mundo da criatividade, porque o artista não está diretamente ligado às convenções, dogmas e instituições da sociedade. O artista tem uma expressão criativa que é resultado direto de sua liberdade.
- Pesquisa e desenvolvimento. Para produtos resultantes de atividades de pesquisa e desenvolvimento tecnológico, o critério criativo é a patente deste produto. São geralmente três os pré-requisitos de uma patente: a) novidade; b) inventividade e c) aplicação prática.
- Humor (comédia).

## Medição
Foram propostas várias tentativas de desenvolver um quociente de criatividade de uma forma análoga ao quociente de inteligência. Porém, a maior parte dos critérios de medição da criatividade depende do julgamento pessoal do examinador e por isso é difícil estabelecer um padrão de medição.

## Criatividade em equipe: um produto.
Criatividade é arma de combate na conquista da sobrevivência dos seres vivos.
Na escala animal da natureza, as conquistas ocorrem através de ajustes e aprimoramentos a cada espécie viva, de acordo com os princípios da seleção natural descobertos por Darwin.
Na escala humana, as conquistas ocorrem dentro da história, não apenas socioeconômica, mas, sobretudo, industrial e tecnológica, com seu processo fantasioso e delirante de avanço.
O homem, através de sua criatividade, aperfeiçoa, melhora e inova os fundamentos de sua sobrevivência: desde a alimentação natural aos produtos transgênicos, da tanga à moda do vestuário, das infusões xamânicas à medicina moderna, da oca à casa decorada e inteligente. No lazer, nos transportes ou na educação, a vida humana é um exercício contínuo de criatividade, pulsão viva em sua história.
O exercício da criatividade dentro da história impele a todos, por competitividade, a incrementar seu potencial criativo, adquirindo consciência deste fenômeno e adquirindo novas ferramentas de criatividade que o impulsionem.

## Como ampliar o potencial criativo
É plenamente possível fazer com que uma pessoa se torne mais criativa. Os principais resultados criativos não advêm de exercícios mentais que prometem aumentar o potencial de criação dos indivíduos de forma isolada, a exemplo de exercícios mentais com CDs ou fórmulas mirabolantes que apregoam sete ou oito lições para aprimorar a criatividade.
A criatividade humana se revela a partir de associações e combinações inovadoras de planos, modelos, sentimentos, experiências e fatos. O que realmente funciona é propiciar oportunidades e incentivar os indivíduos a buscar novas experiências, testar hipóteses e, principalmente, a estabelecer novas formas de diálogos, sobretudo, com pessoas de outras formações, tipos de experiências e cultura. Alguns indivíduos altamente criativos já apresentam naturalmente esse padrão de comportamento curioso, investigativo, voltado à experimentação, à inovação e à busca persistente de pequenas e grandes nuances, seja em suas áreas de interesse ou em terrenos nem tão familiares, envolvendo outras culturas, tecnologias, idiomas etc. São pessoas que intuitivamente fazem o melhor exercício possível para o cérebro ao investir, de maneira consistente, no aprendizado e no estímulo a diferentes capacidades cognitivas e sensoriais.
Em suma, embora seja impossível modificar algumas características essenciais das pessoas, podemos incentivar comportamentos, estilo de vida e formas de interação com o mundo que permitam o desenvolvimento de novos padrões cognitivos e facultem aos indivíduos oportunidades de geração de insights criativos. O mais importante, no entanto, está no fato de que, no contexto organizacional, o que vale mesmo é a capacidade criativa coletiva.
Aumentar a criatividade é exercitar o pensamento.

## Criatividade e inovação
Os conceitos "criatividade" e "inovação" são indissociáveis, no entanto não são sinónimos. Os autores Duaibili & Simonsen Jr. distinguem-nos afirmando que "a criatividade é a faísca, a inovação é a mistura gasosa. A primeira dura um pequeno instante, a segunda perdura e realiza-se no tempo. É a diferença entre inspiração e transpiração, a descoberta e o trabalho". Normalmente, a criatividade é um processo individual, nasce da ideia que surgiu na cabeça de alguém, enquanto a inovação é um processo colectivo, que deve ser trabalhado em grupo e conduz colectivamente a uma mudança de percepção. Por isso, diz-se que determinada pessoa é criativa e a empresa "xyz" é inovadora.
Não existe inovação sem criatividade, pois a inovação é a aplicação prática da criatividade, ou seja uma ideia resultante de um processo criativo, só passará a ser considerada uma inovação caso seja realmente aplicada, caso contrário é considerada apenas uma invenção. Citando Larry Hirst (um dos antigos Chairman da IBM), "Invenção é transformar dinheiro em ideias, inovação é transformar ideias em dinheiro". Inovação tem, pois, este carácter de concretização, que só assim poderá gerar criação de valor. O conceito de criatividade é aplicável fora do contexto empresarial, podendo ser utilizado para caracterizar, por exemplo, os indivíduos na sua esfera não profissional.